# چمیلوو، استان پومرانی
چمیلوو، استان پومرانیان (به لاتین: Trzmielewo, Pomeranian Voivodeship) یک روستای لهستان در لهستان است که در Gmina Rzeczenica واقع شده‌است.

## خصوصیات
چمیلوو ۲۲ نفر جمعیت دارد.